# Дора (зупинний пункт)
До́ра — пасажирський залізничний пасажирський зупинний пункт Івано-Франківської дирекції залізничних перевезень Львівської залізниці на лінії Делятин — Ділове між станціями Делятин (5 км) та Яремче (3 км). Розташований у північній частині міста Яремче Яремчанської міської ради Надвірнянського району Івано-Франківської області, яка також має назву  місцевості Дора і є колишнім старовинним селом.

## Пасажирське сполучення
Приміське сполучення здійснюється поїздами сполученням Івано-Франківськ —  Ворохта, Івано-Франківськ — Рахів та   Коломия — Ворохта.